# Abbasites
Abbasites is een uitgestorven geslacht van ammonieten dat voorkwam in het midden Jura. Het geslacht behoort tot de familie der Otoitidae.